# Go! Princess Precure
Go! Princess PreCure (яп. Go！プリンセスプリキュア Го:! Пуринсэсу Пурикюа) — двенадцатый сезон франшизы Pretty Cure, созданной студией Toei Animation. Основные темы — надежды и мечты; общие мотивы в образах главных героинь — принцессы, ключи и духи. 7 октября 2014 компания Toei запатентовала название Go! Princess PreCure в патентном ведомстве Японии, чтобы использовать её в коммерческих целях и заниматься продажей товаров и аксессуаров, связанной тематики. Выход в эфир первой серии сериала состоялся 1 февраля 2015 года; в сетке вещания он сменил предшествовавший ему HappinessCharge PreCure!.

## Сюжет
Однажды девочка по имени Харука Харуно встречает мальчика по имени Каната, который даёт ей ключ и просит её никогда не отказываться от своей мечты. Спустя годы 13-летняя Харука начинает посещать школу-пансион Нобль, желая осуществить свою давнюю мечту стать настоящей принцессой. Там она сталкивается с двумя феями из Королевства Надежды — Пафу и Арома, которые прячутся от ведьмы Диспии, желающей принести в мир отчаяние, заточив мечты людей в ворота Отчаяния. Так Харука становится принцессой цветов Кюа Флорой, которая решается помочь феям и защитить мечты от Диспии. Вместе с Минами (Кюа Мермейд), Кирарой (Кюа Твинкл), а позже и Товой (Кюа Скарлет) , они должны собрать все Ключи-Платья, чтобы отпереть ворота Мечты.

## Персонажи

### Главные персонажи
Харука Харуно (яп. 春野 はるか Харуно Харука) / Кюа Флора (яп. キュアフローラ Кюа Фуро:ра) — энергичная, милая и весёлая 13-летняя девушка. Любит истории о принцессах и сама мечтает стать одной из них. Делает все для исполнения заветной мечты. В детстве познакомилась с принцем Канатой, который подарил ей ключ. Известна как принцесса цветов, Кюа Флора. Её Ключи-Платья — Флора (основной), Роза, Лилия и Сакура.
Сейю: Ю Симамура
Минами Кайдо (яп. (海藤 みなみ Кайдо Минами) / Кюа Мермейд (яп. キュアマーメイド Кюа Ма:мэйдо) — 14-летняя девушка, учащаяся второго года обучения в школе Нобль. Президент студенческого совета. Имеет сильное чувство ответственности, заботится о других, как старшая сестра, но иногда чувствует себя одинокой. Её мечта — стать уважаемым человеком, который может быть полезен другим. После встречи с Пафу и Арома, Минами становится принцессой моря, Кюа Мермейд. Её Ключи-Платья—  Мермейд (основной), Лёд, Пузырь и Коралл.
Сейю: Масуми Асано
Кирара Аманогава (яп. 天ノ川 きらら Аманогава Кирара) / Кюа Твинкл (яп. キュアトゥインクル Кюа Туйнкуру) — 13-летняя учащаяся первого года обучения Академии Нобль. Популярная модель, задающая стиль всем одноклассницам. Она очень занята, так как работает почти без выходных. Её мечта — стать топ-моделью. Пытается всеми силами　достичь своей мечты. Становится принцессой звёзд, Кюа Твинкл. Её Ключи-Платья — Твинкл (основной), Луна, Падающая Звезда и Галактика.
Сейю: Хибику Ямамура
Това Акаги (яп. 紅城 トワ Акаги Това) — полное имя Принцесса Надежды Дэйлайт Това (яп. プリンセス・ホープ・ディライト・トワ  Пуринсэсу Хо:пу Дэйрайто Това). 13 лет. В детстве была похищена Диспией и превращена в Твайлайт (яп.  トワライト Товайрайто), также известна как Принцесса Отчаяния. Благодаря ПриКюа и Принцу Канате (её брату), она стала прежней. Позже она стала Кюа Скарлет (яп. キュアスカーレット Кюа Сука:ретто), принцессой огня. Почти сразу после этого Това поступила в Академию Нобль, перед этим случайно встретившись с её директором, Мочидзуки Юмэ. Её Ключи-Платья — Скарлет (основной), Фейерверк, Феникс и Солнце.
Сейю: Миюки Савасиро

### Злодеи
Диспия (яп. ディスピア Дисупиа) — главный антагонист сериала и лидер ДисДарк, воплощение Отчаяния. Она и Три Мушкетёра, захватили Королевство Надежды. В древние времена была известна как Даркнесс и нападала на Королевство Надежды, но была заточена предыдущими Принцессами ПриКюа.
Сейю: Ёсико Сакакибара

#### Три Мушкетёра
Клоуз (яп. クローズ Куро:дзу) — один из Трёх Мушкетёров, упрямый и резкий. Был побеждён в 11 эпизоде, но позже, набрав силы, вернулся, стал намного серьёзнее и опаснее.
Сейю: Мицуаки Мадоно
Шатт (яп. シャット Сятто) — один из Трёх Мушкетёров, любящий все прекрасное и изящное. Безответно влюблён в Твайлайт.
Сейю: Сатоси Хино
Локк (яп. ロック Рокку) — один из Трёх Мушкетёров, хитрый и честолюбивый, выглядевший изначально как подросток. Но позже, когда Диспия ушла в Лес Отчаяния залечивать раны от атаки Кюа Скарлет, стал лидером и стал выглядеть гораздо взрослее.
Сейю: Юки Каида

#### Другие
Стоп и Фриз (яп. ストップ &フリーズ Сутопу & Фури:зу) — близняшки, слуги Клоуза, носящие маски : Стоп - маску зайца, Фриз - маску мыши. Самостоятельности не проявляют, во всем следуют приказам Клоуза и Диспии, и даже фразы повторяют друг за другом.
Сейю: Сиори Изава и Ито Мияко
Зецуборг (яп. パフ Зетсубо:гу) — Монстр. Создаётся, когда злодеи запирают людей в ворота Отчаяния и забирают их мечты, чтобы сформировать монстра.  После поражения от ПриКюа мечта возвращается к его владельцу.
Принц Каната (яп. カナタ王子 Каната О:дзи) / Принц Надежды Гранд Каната (яп. プリンス・ホープ・グランド・カナタ Пуринсу Хо:пу Гурандо Каната) — наследник Королевства Надежды с добрым и храбрым сердцем. Когда Диспия нападает на его родину, он поручает Парфюмы Принцессы Пафу и Ароме для поисков Принцесс ПриКюа. Через некоторое время Каната встречается с ПриКюа в Королевстве Надежды, но на них нападает Твайлайт, в которой Каната узнаёт свою сестру Тову. Вместе с ПриКюа он спасает Тову и отправляет девочек в Юмегахаму, прикрывая их отход. По прошествии некоторого времени Харука видит во сне Канату, а в конце 31 серии на фоне моря мы видим юношу, очень похожего на принца. Через ещё некоторое время девочки встречают Канату, но, к сожалению, оказывается, что он потерял память, и в данный момент помогает мастеру скрипки Нишикидо-сан в его мастерской.
Сейю: Синносукэ Татибана

### Феи
Арома (яп. アロマ Арома) — фея из Королевства Надежды. Он ответственный и заботливый. Выглядит как попугай фиолетового цвета с бабочкой на груди. В конце предложения говорит «-рома».
Сейю: Сихо Кокидо
Пафу (яп. パフ Пафу) — фея из Королевства Надежды. Пафу беззаботная и немного испорченная, но в опасные моменты становится смелой. Выглядит как собака розового цвета. В конце предложения говорит «-пафу».
Сейю: Нао Тояма
Мисс Шамур (яп. ミスシャムール Мису Сяму:ру) — фея, находящаяся внутри Учебного Планшета ПриКюа. Она очень серьёзна и строга к своим ученицам, но терпелива. Выглядит как белая сиамская кошка с фиолетовыми волосами, также может принимать человеческий облик. Частенько вставляет в предложения английские, реже - французские слова.
Сейю: Маюми Синтани